# Калифорнийский удав
Калифорнийский удав, или розовый удав (лат. Lichanura trivirgata) — змея из семейства ложноногие.

## Внешний вид
Некрупная змея 80—90 (редко до 110) см в длину с гладкими чешуями. Вытянутая голова слабо отделена от туловища. Глаза небольшие. Тупой хвост конической формы относительно небольшой, цепкий. Окраска разнообразная. Основной фон может быть серым, коричневым, оранжевым или розовым. Вдоль тела проходят три продольные оранжевые, розовато-красные, коричневые или чёрные полосы. Средняя полоса продолжается до головы.

## Распространение
Обитает на северо-западе Мексики (Нижняя Калифорния и западная Сонора) и юго-западе США (юго-западная Аризона и южная Калифорния).

## Образ жизни
Населяет полупустынные места обитания с большим количеством камней, такие как осыпные склоны и скалистые долины, а также чапараль. Обычна у водоёмов. Ведёт преимущественно наземный образ жизни, но может иногда забираться на кустарники. Активен ночью и в сумерках.
Калифорнийский удав охотится на мелких млекопитающих и птиц, а также ящериц и других змей. Добычу убивает посредством сдавливания.
У самцов имеются остатки тазового пояса, которыми они поглаживают самок во время спаривания. Самка рождает 1-12 детенышей длиной до 25 см.

## Фото

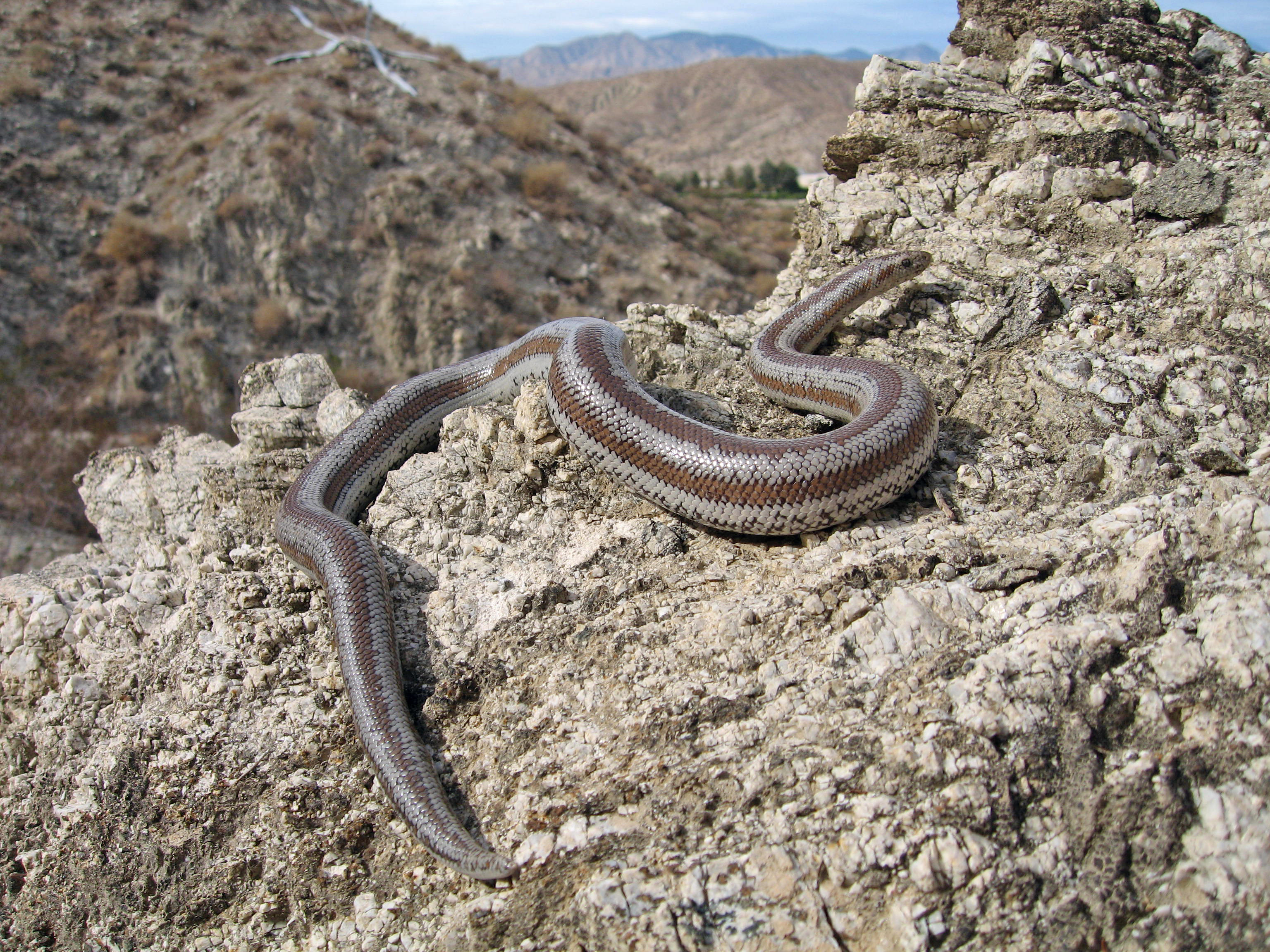
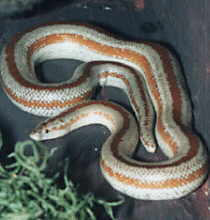
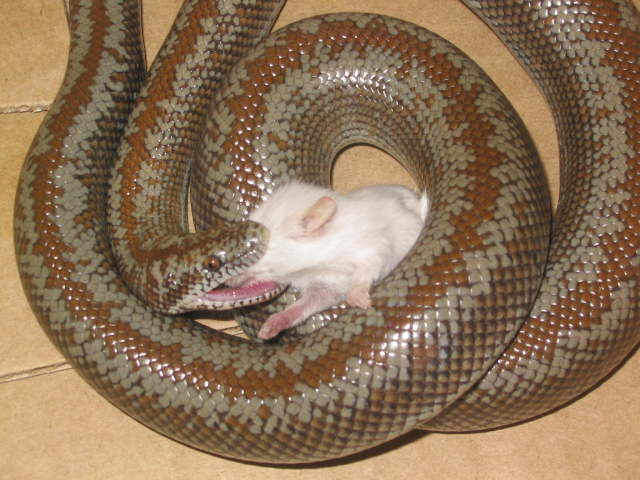